# سیارک ۱۸۸۶۲
سیارک ۱۸۸۶۲ (به انگلیسی: 18862 Warot، نامگذاری:1999RE183) هجده هزار و هشتصد و شصت و دومین سیارک کشف شده‌است که در ۹ سپتامبر ۱۹۹۹ کشف شد.
قدر مطلق سیارک برابر ۱۰.۷ است.